# Schizomida
Schizomida é uma ordem de aracnídeos representada por pouco mais de 180 espécies distribuídas principalmente pelas região tropical. A maior diversidade está na região Neotropical, onde o México possui 21 espécies, as Antilhas 39 e a América do Sul 24. O tamanho de seus exemplares é extremamente reduzido, por isso são raros em colecções, pois os métodos necessários para sua obtenção raramente são aplicados em colectas aracnológicas.

## Taxonomia
São consideradas quatro famílias neste grupo:
- Calcitronidae
- Hubbardiidae
- Protoschizomidae
- Schizomidae

## Descrição
Schizomida é uma das ordens menos conhecidas de aracnídeos, podendo até serem confundidos com cupins operários. Tem cor cinza ou castanho-esverdeado. Uma característica distintiva de Schizomida é a presença de divisões na carapaça que recobre o prossoma, formando placas, sendo que nos demais aracnídeos a carapaça é inteiriça. 
Apresentam várias semelhanças morfológicas e fisiológicas com Uropygi e alguns autores propõem a união dos dois grupos em uma mesma ordem. Schizomida engloba animais de pequeno porte, com um tamanho médio de 5 mm e que raramente excede a 1 cm. São pouco esclerotizados, pois a cutícula é muito fina, sendo raros em coleções e pouco estudados, pois os métodos necessários para sua obtenção raramente são aplicados em coletas aracnológicas. 
Têm pedipalpos raptoriais (prêenseis) semelhantes a pernas, mas um pouco mais pesados que as pernas verdadeiras, formados por 6 segmentos: coxa, trocânter, fêmur, patela, tíbia e tarso, sendo que este último apresenta um par de espinhos e uma garra. Os esquizomídeos também são divididos em cefalotórax e abdômen, mas são os únicos aracnídeos a possuírem o primeiro dividido em três partes: propeltidium, mesopeltidia e metapeltidium, cada uma coberta dorsalmente por placas separadas. O propeltidum é frontal e semelhante a uma carapaça típica de Arachinida, o mesopeltidum é formado por duas placas paralelas e o metapeltidum é posterior e de formato retangular. 
A grande região anterior é coberta por uma única peça parecida como uma carapaça, mas a pequena região média (terceiras pernas) e a região posterior maior (quartas pernas) são cobertas, cada uma, por um par de placas. O abdome é formado de 12 segmentos destacados e tem um curto flagelo terminal que é uma estrutura homóloga ao telson dos escorpiões, possuindo em geral uma forma alongada e delgada. Além disso, possui valor taxonômico ajudando a identificar espécies. No macho, esse flagelo é bulboso e na fêmea, ele é filiforme.
Algumas espécies quando manipuladas emitem um forte odor de acetona.As quelíceras são compostas de dois segmentos, um móvel e outro fixo dotado de vários espinhos.  
As pernas são divididas em 7 segmentos: coxa, trocânter, fêmur, patela, tíbia, basitarso e telotarso. Os três últimos pares de pernas são utilizados para locomoção e permitem que os Schizomida se movimentem rapidamente, para frente e para trás. O fêmur traseiro é desenvolvido (alargado) em muitas espécies e permite que o animal execute pequenos saltos.   
Schizomida não exibem uma clara divisão entre prossoma e opistossoma. A superfície ventral do prossoma é formada pelas coxas e um esterno triangular. O opistossoma apresenta 12 segmentos no total. O segmento 1 é estreito e em formato de bumerangue. Os segmentos 2-9 possuem tergitos e esternitos conectados nas laterais por membranas pleurais.
Os segmentos 10-12 formam o metassoma, mais estreito e de formato quase tubular. O segmento 12 contém o ânus, ladeado por duas glândulas produtoras de secreções defensivas e é onde se insere o flagelo. A abertura genital é encontrada entre os esternitos 2 e 3.  Apresentam 1 par de pulmões foleáceos, as aberturas respiratórias se localizam na junção lateral dos esternitos 2 e 3. 
A maioria dos Schizomida não possui olhos, apenas reentrâncias onde se esperaria encontrá-los, na região anterior, que são chamadas de manchas ocelares. Existe a possibilidade de que essas estruturas sejam receptores simples de luz. Ao redor de 5 espécies apresentam um par de olhos com lentes. 

## Taxonomia e diversidade
No passado, a Ordem Schizomida era colocada na ordem Uropygi, a mesma do escorpião-vinagre. A fauna de esquizomídeos da América do Sul é pobremente conhecida (Armas et al., 2009; Reddell & Cokendolpher, 2002; Santos & Pinto-da-Rocha, 2009). Atualmente são divididos em quatro famílias: Calcitronidae, Hubbardiidae, Protoschizomidae e Schizomidae. Protoschizomidae é restrita ao sudeste dos EUA e México e contém 11 espécies, enquanto Hubbardiidae apresenta distribuição mundial e contém mais de 180 espécies descritas (Reddel & Cokendolpher, 2002). Hubbardiidae engloba duas subfamílias, sendo que Hubbardiinae engloba todos os esquizomídeos conhecidos da América do Sul (Reddel & Cokendolpher, 2002).
A ordem Schizomida tem cerca de 258 espécies descritas divididas em 46 gêneros, sendo que  a maioria vive em zonas tropicais do México e do Caribe. A maior diversidade está na região Neotropical, o México possui 21 espécies, as Antilhas 39 e a América do Sul 24. Acredita-se que o número de espécies existente seja muito maior, mas o reduzido tamanho e o hábito recluso fazem com estes animais facilmente passem despercebidos. A separação dos espécimes de Hubbardiidae é baseada em caracteres da genitália, número de segmentos do flagelo e caracteres somáticos, tais como processos no abdômen, presença ou ausência de dentes acessórios na quelícera e apófises na tíbia do palpo, entre outros (Reddel & Cokendolpher, 2002).

## Distribuição geográfica
São encontrados principalmente em regiões tropicais e subtropicais do Sudoeste asiático, Índia, Austrália, África e Américas.  Algumas espécies, no entanto, têm distribuições que se estendem a regiões temperadas. Exemplares do gênero Hubbardia já foram coletados sob rochas cobertas de neve. A família Hubardiidae é encontrada nos quatro continentes, enquanto que Protoschizomidae está restrita aos Estados Unidos e México.
Já foram identificados Schizomida em jardins botânicos na Europa, onde não ocorrem naturalmente. Possivelmente, os animais foram introduzidos acidentalmente pelo homem, carregados com solo ou folhiço.
São encontrados em bosques tropicais e subtropicais das Américas do Sul, do Norte (Estados Unidos e México), Central (Antilhas e Caribe: Cuba, Jamaica, República Dominicana e Haiti)
No Brasil, podem ser encontrados na Mata atlântica, caatinga e Amazônia.

## Ambientes de ocorrência
A sensibilidade à dessecação limita os habitats nos quais estes animais podem viver. Em geral, vivem em ambientes úmidos como embaixo de rochas, na sarrapilheira, onde predam pequenos invertebrados, em troncos em decomposição e em meio ao folhiço, particularmente na camada de solo orgânico. Algumas espécies habitam cupinzeiros, outras vivem associadas a formigas. Ocupam também habitats de difícil acesso como cavernas e grutas profundas de calcário onde não há luz, sendo crípticos, endêmicos e vivendo em áreas restritas como Rowlandius ubajara e Rowlandius potiguar, que foram descobertos este ano[qual?] no Ceará e no Rio Grande do Norte respectivamente.
São elementos muito frequentes da fauna associada ao solo. Em geral se localizam na camada superior do solo dos bosques (0- 5 cm), por causa de sua temperatura maior, entre as folhas e troncos em decomposição e no húmus, debaixo de rochas, dentro de cupinzeiros e em troncos podres (Reddell & Cokendolpher, 1995; Adis et al., 1999). No solo de algumas cavernas, podem constituir um importante elemento faunístico (Humphreys et al., 1989). Algumas espécies, como Stenochrus portoricensis, são capazes de desenvolver populações em pátios e jardins dentro das cidades (Armas, 1989a).

## Órgãos sensoriais
Os olhos da maioria dos esquizômidos estão reduzidos às chamadas “manchas ocelares, que são zonas modificadas do tegumento prossômico. São também chamadas de "olhos falsos" e são comuns entre os animais do grupo. Isso significa que possuem uma membrana no lugar dos olhos, e acredita-se que os indivíduos se orientem não pela visão, que provavelmente é ruim, mas por outros sensores. As estruturas pilosas parecem desempenhar uma importante função na vida dos esquizômidos. Existe uma grande variedade de formas, distribuídas em toda superfície do corpo.
Nas quelíceras, se apresentam vários tipos de cerdas, muitas delas com possível função quimiorreceptora. Na tíbia das pernas, existem tricobótrios, que  cumprem funções mecanorreceptoras. É possível que as cerdas largas de ápice denteado sejam higrorreceptoras. Além disso, em várias partes do corpo existem órgaos liriformes (Hansen & Sörensen, 1905; Lawrence, 1969). O primeiro par de pernas é mais alongado e delgado que as demais, tem forma de antena e possui um grande número de estruturas sensoriais.

## Reprodução

#### Morfologia externa
A fenda genital se abre em uma espermateca com muitos ramos e lobos. Ao redor da espermateca existem várias glândulas secretoras, provavelmente conectadas a esta via ductos. Possuem um único ovário ligado a ovidutos laterais que desembocam em um oviduto único onde ocorre a fertilização. A genitália masculina é composta por um átrio genital, um par de testículos, par de vasos deferentes e um órgão produtor de espermatóforos. 
A morfologia interna, principalmente em relação ao sistema reprodutor masculino foi pouco estudada. Os orifícios genitais de ambos os sexos se abrem no segundo esternito. As espermatecas podem ser tubulares ou saculiformes em quantidade de uma ou mais pares. Na fêmea, ambos os ovários estão fundidos e se estendem pela parte ventral do abdômem. Schizomida apresenta fecundação interna com a transferência de espermatozóides sendo realizada por meio de um espermatóforo. São ovíparos e as fêmeas apresentam cuidado materno, mantendo os ovos e as larvas protegidos junto ao corpo.
O flagelo é importante no acasalamento porque é usado pela fêmea para segurar o macho, como parte do ritual de côrte. O acasalamento é ritualizado e tem início com o macho realizando uma coreografia de vibrações e movimentos repetidos das pernas. A fêmea não é tocada inicialmente sendo estimulada apenas pelas vibrações no solo e no ar. A fêmea então avança, agarrando com suas quelíceras o flagelo bulboso do macho. Ele por sua vez, deposita um espermatóforo no substrato e arrasta a fêmea na direção do mesmo. A fêmea pode exibir algum tipo de resistência, iniciando um tipo de cabo-de-guerra.
Eventualmente o macho consegue arrastar a fêmea sobre o espermatóforo que se insere em seu atrium genital.  O esperma permanece armazenado na espermateca da fêmea até que seja necessário à fertilização. 
O cuidado materno ainda não é muito estudado. As fêmeas escavam uma câmara de alguns centímetros de profundidade onde depositam até 30 ovos. Os ovos ficam aderidos à região ventral do opistossoma, que em algumas espécies é mantido arqueado sobre o prossoma. 
Após o nascimento, que leva cerca de 35 dias,  as larvas permanecem ao redor do prossoma da mãe até a primeira muda, depois da qual se dispersam. As ninfas se assemelham aos adultos, porém são menos esclerotizadas. Telson, quelíceras e segmentação abdominal tornam-se evidentes próximo da primeira muda. Acredita-se que a maioria das espécies apresente 5 mudas pós embrionárias, demorando entre 2 a 3 anos para atingir a maturidade. 

## Hábitos alimentares
Se conhece muito pouco sobre os hábitos alimentares na natureza, sabendo-se que alimentam-se de colêmbolas, sinfilas, isópodas. Em cativeiro são alimentados com isópodas, lombrigas pequenas e blatoideos, diplópodos e indivíduos da própria espécie, pois algumas fêmeas capturam machos menores que elas. 
Em geral as presas são buscadas de forma ativa, mediante movimentos que parecem pequenos saltos, por meio dos quais os esquizômidos exploram o ambiente com seu primeiro par de pernas. Uma vez detectada a presa as pernas anteriores podem ser usadas para determinar seu tamanho, o que fará com que decidam se fogem ou capturam com os pedipalpos, que o faz dando uma repentina acometida com todo o corpo. Se a presa é totalmente capturada, a leva às quelíceras, com as quais a despedaça por meio de movimentos longitudinais e verticais. (Kraus & Beck, 1967; Sturm, 1973; Humphreys et al., 1989; Adis et al., 1999).
Rowlandius ubajara, encontrado em 2013 no Ceará, e Rowlandius potiguar, encontrado também este ano[qual?] no Rio Grande do Norte, se alimentam de sementes depositadas nas cavernas e de outros pequenos insetos que são atraídos pelas fezes de morcegos, colonizadas por insetos das ordens dos colêmbolos e dos tisanuros, que provavelmente são o alimento dos aracnídeos, que são capturados com um par especial de pernas.

#### Respiração
Pulmões foliáceos ou filotraqueias ( um par situado no esternito II). O coração está situado por todo abdômen e pode se observar as contrações pelo tegumento. Tem 5 pares de ostíolos.O Sistema arterial adulto inclui um par de artérias largas (sinus torácicos) que ficam na parte dorsal da massa ganglionar subesofageal.

#### Comportamento
Pouco se conhece sobre sua etologia. Podem ser escavadores (4 espécies no Brasil e 25 na América do Sul, 2013). Sua defesa é realizada pelas glândulas anais ou repugnatórias que segregam um líquido defensivo, que serve para afastar pequenos inimigos como miriápodos, aracnídeos ou insetos (Millot, 1949b). Schizomida são predadores, assim como grande parte dos aracnídeos. Caçam ativamente utilizando suas pernas anteniformes como sondas para tatear o terreno. Ao encontrar uma potencial presa utilizam as mesmas pernas sensoriais para avaliar o tamanho e a palatabilidade. 
O Schizomida então salta sobre ela utilizando os pedipalpos raptoriais para subjulgá-la. Após a captura, a presa então é trazida junto as quelíceras que a  trituram e maceram, permitindo que  fluidos corporais sejam então sugados através da boca. O animal pode consumir o alimento no local, ou carregá-lo para um abrigo onde então se alimentará.
O comportamento defensivo é pouco conhecido, mas sabe-se que estes animais são capazes de empregar substâncias químicas irritantes como defesa, de maneira semelhante a Uropygi. Algumas espécies são capazes de secretar misturas com odor pungente de ácido acético ou acetona. 
Schizomidas podem ser territoriais, defendendo suas tocas de potenciais invasores. Nesse caso o animal emprega uma demonstração (display) de agressividade, erguendo os palpos e pernas anteniformes de maneira ameaçadora enquanto que avança e recua repetidamente de seu refúgio.
Referências http://ppbio.inpa.gov.br/sites/default/files/Apostila%20Arachnida_CursoSinopRevAnaRegi.pdf
BARNES, R. D. Zoologia dos Invertebrados. Editora Roca: São Paulo, p. 661-663. 1990
http://g1.globo.com/natureza/noticia/2013/05/pesquisadores-descobrem-2-novas-especies-de-aracnideos-no-nordeste.html
http://semanticus.info/es/search/schizomida/
http://thesaurus.bhlscielo.org/vocab/index.php?tema=1727&/schizomida
https://insects.tamu.edu/research/collection/hallan/acari/palpigradi008.pdf
FIRSTMAN, B. The relationship of the chelicerate arterial System to the evolution of the endosternite In:The Journal of  Arachnology, 1973 .1:1-54.
http://www.sea-entomologia.org/PDF/RIA2special.pdf
ARMAS, L. F. Revista Ibérica de Aracnologia: Arácnidos de República Dominicana. Palpigradi, Schizomida, Solifugae e Thelyphonida (Chelicerata: Arachinida) . Volume especial monográfico nº 2, 31-XII-2004. p. 7 – 22.